# Kanton Les Trois Monts
 Les Trois Monts  is een kanton van het Franse departement Charente-Maritime. Het kanton maakt deel uit van het arrondissement Jonzac en telde 23.391 inwoners in 2019.
Het kanton werd gevormd ingevolge het decreet van 27 februari 2014 met uitwerking op 22 maart 2015, door samenvoeging van de kantons Montendre, Montguyon en Montlieu-la-Garde. Montendre werd de hoofdplaats.

## Gemeenten
Het kanton omvat de volgende 42 gemeenten:
- La Barde
- Bedenac
- Boresse-et-Martron
- Boscamnant
- Bran
- Bussac-Forêt
- Cercoux
- Chamouillac
- Chartuzac
- Chatenet
- Chepniers
- Chevanceaux
- Clérac
- La Clotte
- Corignac
- Coux
- Expiremont
- Le Fouilloux
- La Genétouze
- Jussas
- Mérignac
- Messac
- Montendre
- Montguyon
- Montlieu-la-Garde
- Neuvicq
- Orignolles
- Le Pin
- Polignac
- Pommiers-Moulons
- Pouillac
- Rouffignac
- Saint-Aigulin
- Saint-Martin-d'Ary
- Saint-Martin-de-Coux
- Saint-Palais-de-Négrignac
- Saint-Pierre-du-Palais
- Sainte-Colombe
- Souméras
- Sousmoulins
- Tugéras-Saint-Maurice
- Vanzac